# Astert
Astert es un municipio situado en el distrito de distrito de Westerwald, en el estado federado de Renania-Palatinado (Alemania). Tiene una población estimada, a fines de julio de 2022, de 271 habitantes.
Está ubicado al noreste del estado, cerca de la orilla derecha del río Rin, de la orilla norte del río Lahn y de la frontera con el estado de Hesse.